# Dear John
Dear John är en romantisk dramafilm från 2010, regisserad av Lasse Hallström och baserad på boken Dear John av Nicholas Sparks. Filmen hade biopremiär i Sverige den 4 juni 2010 och släpptes på DVD den 13 oktober 2010 i Sverige. Den är tillåten från 11 år.

## Handling
John Tyree (Channing Tatum) är soldat i amerikanska armén men har permission över sommaren. Han är då hemma där han bor med sin lite udda pappa. Han träffar Savannah Lynn Curtis (Amanda Seyfried), de blir snabbt förälskade och upplever två underbara veckor. Men därefter måste John ut i tjänst igen och Savannah tillbaka till skolan. De är borta från varann i ett år, men de skriver hela tiden brev till varandra.
Efter den 11 september 2001 förändras mycket och John känner sig tvungen att stanna i armén, vilket innebär ytterligare två år ifrån Savannah.
Efter en tid utan brev från Savannah får han en dag ett brev där hon berättar att hon träffat någon annan och redan förlovat sig.
John stannar då ytterligare några år i armén, men blir hemskickad till USA då hans pappa blir sjuk.
Han träffar Savannah och gamla sår rivs upp igen. John måste därefter fatta ett oerhört svårt beslut.

## Rollista (i urval)
- Channing Tatum - John Tyree
- Amanda Seyfried - Savannah Lynn Curtis
- Richard Jenkins - Bill Tyree (Johns pappa)
- Henry Thomas - Tim Wheddon
- Scott Porter - Randy
- D.J. Cotrona - Noodles
- Leslea Fisher - Susan
- Mary Rachel Dudley - Mrs. Curtis
- Bryce Hayes - Jerry
- Gavin McCulley - Starks
- David Andrews - Mr. Curtis